# El Mercadillo (Arrecife)
El Mercadillo es un edificio singular de la ciudad de Arrecife, isla de Lanzarote, Canarias, España. Edificado a principios del siglo xix, es un edificio de tipología señorial urbana, de los de mayor volumen y altura de la época y se ubica en la calle más lujosa y comercial de la isla.

## Historia
Fue construido por Juan Antonio de Brito y su esposa Agustina de Acuña, familia de agricultores que se enriquece con el comercio de la barrilla. Agustín Álvarez Rixo lo refiere en 1806.
La propiedad permaneció durante mucho tiempo en las personas sucesoras de la familia que lo construyeron, siendo habitado por su hija, Juana Valenciano Brito, quien contrajo matrimonio en 1788 con Rafael Rancel Hernández de la Cámara. Al morir Juan Antonio Brito, la propiedad se divide en seis partes. Rafael Rancel, ya viudo, compra el resto de las partes a sus cuñados.
Posteriormente la propiedad fue heredada y habitada por su único hijo, Rafael Rancel Valenciano, quien murió en 1870, soltero y sin descendencia.
Rancel Valenciano dejó la propiedad a sus tres tías, Josefa y Genara Rancel y Luisa Valenciano. A final de siglo la propiedad se alquila, aunque continúa utilizándose como vivienda familiar. En 1882 vive en ella el notario Antonio María Manrique y sus hijas. Un año más tarde, en 1883 según el censo municipal, la vivienda se encuentra cerrada.
En 1889 este edificio es sede de la Sociedad Recreativa, Deportiva y Cultural "La Democracia". La sociedad Democracia se funda en 1850 y se ubica en tres lugares distintos antes de establecerse en este edificio de la Calle Real. La génesis de esta Sociedad se va consolidando y alquilan este edificio, que es uno de los más grandes de la época, para albergar en él su sede.
Su concepción como vivienda familiar señorial le dotó de un gran espacio, siempre dentro de la perspectiva de la ciudad de Arrecife, que posibilita su utilización colectiva.
La Sociedad Democracia representa a numerosas generaciones de la población de Arrecife, aunque entre las personas socias también se encuentran del resto de la isla. En 1967 esta Sociedad abandona este local. La función de la Democracia se concentra en actividades de recreo y festivas, destacando las temporadas de bailes, los juegos de mesa, las deportivas y, muy especialmente, las culturales.
Es uno de los primeros lugares donde se desarrollan obras de teatro de personas aficionadas socias de la sociedad, de Arrecife y de San Bartolomé.
Es a su vez el primer lugar en donde se visiona el cine en Arrecife y posublemente en Lanzarote. En 1903 se proyectan una serie de funciones de cinematógrafo a cargo de Andrés Banal Sanabria. El desarrollo de actividades visuales se prolonga y en 1965, Manuel García Déniz propone crear un cine-club. La sociedad también se apoya en otras actividades visuales como son las proyecciones de diapositivas, que comienzan en 1966 con la exhibición de 120 unidades de Ildefonso Aguilar de la Rúa.
Las conferencias, constatadas desde principios del siglo xx, ocupan un mayor desarrollo, realizándose periódicos ciclos de conferencias. Canto, zarzuelas, conciertos, veladas musicales, literarias, se desarrollan desde el siglo pasado. En el siglo XX se enriquece con actuaciones de corales, tunas, recitales y cantautores.
La Sociedad también cuenta con instrumentos musicales que se alquilan para amenizar fiestas en diferentes lugares de la isla y al Ayuntamiento de Arrecife para la banda municipal. Se comienza a desarrollar una significativa manifestación cultural, especialmente desde 1950. En ese año se celebra el primer Centenario de la Sociedad. Con este motivo se presenta un amplio programa cultural que es el germen de "Las Semanas Culturales", donde sobresalen las conferencias, las veladas artístico-literarias, el teatro, los homenajes, el folklore, y las exposiciones.
La Sociedad desarrolla una importante labor social cediendo por ello el local a multitud de actos benéficos, donaciones, solicitudes de mejoras, etc. También desarrolla una labor pedagógica centrada especialmente en las escuelas y en las becas de estudios. La primera iniciativa, se remonta a 1865 en que se solicita la creación de un Instituto elemental para adultos. Entre 1915-1917 organiza, junto al Círculo Republicano, una escuela, que sucumbe ante las precarias condiciones económicas de la posguerra.
En la década de los años veinte, uno de sus directivos, Benito Méndez Tarajano abre una escuela para personas adultas y se apoya a la escuela creada por el Pósito de Pescadores de Arrecife. En la década de los años treinta se cede al Ayuntamiento de Arrecife el mobiliario de dicha escuela.
Desde 1961 la sociedad crea becas de estudios para las hijas e hijos de las personas socias. Por otro lado, también apoyando la labor pedagógica de la sociedad, conserva una biblioteca que cubre durante largos años la inexistencia de una oferta pública, y que es al día de hoy, la hemeroteca más valiosa de Lanzarote. Por su dilatado historial cultural es la sociedad más importante de Lanzarote.
En cuanto a la estructura del inmueble, sabemos que durante la etapa en que es ocupado por la sociedad "Democracia" no se realizan cambios importantes, exceptuando la apertura de vanos al exterior para los espacios que se alquilan, situados en la planta baja.
Primero se someten a régimen de alquiler las dependencias situadas en su interior, como es en 1895, al fotógrafo José Padrón y en 1897 a Nicolás de Páiz. En 1907 las dependencias que tienen puerta en el zaguán también se alquilan, y en 1909 se solicita la primera apertura de vano en el exterior, convirtiendo en puerta un hueco de ventana. La sociedad realiza reformas para acondicionar el edificio a su uso. Estas se concretan en adaptar el patio para que sirva de teatro, aunque éste también se utiliza para las riñas de gallos de pelea o ingleses, muy unidas al presente edificio, ya que están documentadas desde principios de siglo, hasta 1967.
El resto de dependencias o galerías no se reforman sino que se readaptan para diferentes fines y se redecoran. La única excepción constatada es en 1933 cuando se construyen los urinarios.
El salón principal de bailes es popularmente conocido como "El salón de los espejos" que son traídos de Barcelona. Anecdóticamente, cuando la propiedad se encuentra en poder de la familia Rancel, lega todos los bienes muebles del edificio excepto algunos como "dos espejos que están fijos desde muy antiguo".
Los pisos del edificio son de madera, excepto el zaguán, fabricado de ladrillos en 1908. Los techos se reparan, como los del salón principal en 1935 con entirillado y mampostería. El techo del patio se instala en 1949.
Desde 1957 se inicia un amplio debate. Una nueva ley de inquilinato pone en peligro la continuidad de la "Sociedad". Las nuevas condiciones no pueden ser asumidas sin verse gravemente afectados los fines de la Sociedad. El debate no sólo se produce dentro de "La Democracia", sino también en la segunda sociedad más antigua e importante de Arrecife, el Casino, quien también se ve afectado por dicha Ley. El debate pasa a ser de toda la sociedad.
Anecdóticamente con motivo de las fiestas de San Pedro, patrón de la "Sociedad" de ese año, esta sólo celebra un baile de despedida en el ya viejo local. Son muchas las personas socias, especialmente las de mayor edad, las que no asisten por sentir nostalgia hacia el edificio.

## Valores arquitectónicos
El edificio es un exponente significativo de la arquitectura insular urbana del siglo xix, pudiendo afirmarse que no existe otra manifestación similar en la isla, si bien la composición de la fachada responde a un tratamiento tradicional en cuanto al ritmo de vanos, característica de las carpinterías y elementos ornamentales.
La monumentalidad que presenta El Mercadillo no es una característica de la arquitectura civil religiosa, industrial, etc, de ahí que sea un rasgo relevante de este edificio.
La edificación de dos plantas, cuenta en su fachada en planta alta con la composición de hueco original habiendo perdido de su carpintería las hojas de guillotina. En planta baja, dada la actividad comercial generada en esta zona de la ciudad, ha sufrido modificaciones de sus huecos alterando parcialmente la lectura de la misma en lo concerniente a su exterior. En el edificio, rematado por una cornisa labrada de cantería, se puede apreciar el relieve del esgrafiado en su fachada que simula sillares a modo de damero, siendo este un aspecto desaparecido bajo varias capas de pintura, desde finales del siglo XIX, de la mayor parte de las construcciones civiles y religiosas en la que se manifiesta como sucede en la Casa de la Cultura Agustín de La Hoz, farmacia Tenorio, iglesia de San Roque, etc.
El interior del inmueble ha sufrido las lógicas intervenciones a veces poco respetuosas, en su adaptación a los diferentes usos que ha tenido, aunque no resulta complicado leer en él la correcta concepción del edificio. Al interior del edificio se accede a través de un zaguán, a partir del cual todas las dependencias del edificio se articulan en torno a un patio que en sus orígenes era descubierto. Se aprecian las grandes puertas originales, de tea y los huecos con el armazón, faldones y tapajuntas de la época de los que se han eliminado las partes practicables de estas ventanas para su adaptación como escaparate.
La galería inferior sostiene, con importante columnas talladas toda la galería superior. Desde la planta baja se accede por una escalera de dos tramos a la planta alta, donde destaca una importante carpintería, si bien oculta bajo gruesas capas de pintura a dos colores esta galería superior se encuentra abierta al patio desde su construcción y su cubierta se realizó con vigas de tea y tablazón dispuestas a modo de teja para evitar la filtración de las aguas pluviales. Los techos y los suelos originales del edificio se encuentran ocultos por cielos rasos y revestimiento de vinilo respectivamente.
Desde la planta alta se accede a un patio posterior de escasas dimensiones, en el que podemos encontrar una pequeña galería abierta de muy buena factura, sostenida por columnas desde la que se accede a la planta baja.
Este edificio es la única muestra de estas características presentes en Lanzarote en relación con su volumen y especialmente su trabajo de carpintería.

## Protección Jurídica
El edificio fue declarado Bien de Interés Cultural el 13 de junio de 2006. Dicha declaración fue revocada el 3 de febrero de 2012 por parte del Tribunal Superior de Justicia de Canarias que dictó sentencia anulando la declaración por no haber cumplido el plazo que tenía el Gobierno de Canarias para resolver el expediente desde que se lo remitió el Cabildo dentro de plazo.